# C7H6N2S
化学式C7H6N2S（摩尔质量：150.2 g/mol）可以指：
- 巯基苯并咪唑，CAS号：583-39-1
- 苯并噻二嗪，CAS号：255-18-5
- 2-氨基苯并噻唑，CAS号：136-95-8

|  | 这个同类索引页列出了具有相同分子式的化学物（即同分異構體）条目。 除非您是有意链接至本页，否则应将相应条目的内部链接指向正确的条目。 |